# Индия, вперёд!
«Индия, вперед!» (Chak De! India или англ. Go For it! India) — индийский полнометражный игровой фильм на хинди 2007 года о становлении женской национальной сборной по хоккею на траве. Режиссёр Шимит Амин. Картина завоевала 26 кинематографических наград.

## Сюжет
Индия, 1990-е годы. На стадионе проходит финальный матч Чемпионата мира по хоккею на траве среди мужчин. На последних минутах пакистанская команда ведёт с минимальным разрывом 1:0. Против капитана индийской сборной Кабир Хана (Шахрух Хан) допущено нарушение правил. Он получает право на пенальти, но не реализует его, чем лишает команду шанса на чемпионский титул. Пресса раздувает скандал, обвиняя мусульманина Хана (его принадлежность к этой религии позже обозначена молитвой перед одним из матчей) в преднамеренном проигрыше Исламскому Пакистану. Окружившая их религиозная нетерпимость вынуждает Кабира и его мать на несколько лет покинуть свой дом.
Семь лет спустя глава Ассоциации Индии по хоккею на траве господин Трипатхи (Шривастава) обсуждает с одним из спортивных функционеров создание женской сборной по этому виду спорта. Находясь на позиции жёсткого сексизма, он полагает затею бесперспективной. В дискуссии всплывает кандидатура Кабир Хана в качестве тренера будущей команды. Господин Трипатхи высказывается относительно него весьма скептически, но вскоре даёт согласие на контракт с бывшим капитаном.
На Хана ложится ответственность за 16 девушек, набранных в сборную из разных штатов страны. Он постоянно сталкивается с этническими особенностями и противоречиями спортсменок. Хан понимает, что он может сделать из девушек достойных игроков, только если он поможет им преодолеть свои разногласия. В течение первых нескольких дней он держит на скамейке запасных несколько игроков, которые отказываются следовать его правилам. В ответ те постоянно призывают других девушек сместить Хана с поста тренера. В конце концов им это удаётся, и тот уходит в отставку. Тем не менее, он приглашает команду на прощальный обед в ресторан фастфуда. Там местные юноши оказывают слишком назойливое внимание девушкам. Те дают им отпор, завязывается потасовка. Хан, увидев, что его подопечные впервые действуют сообща, не вмешивается сам и не даёт сделать это персоналу ресторана. После драки девушки просят Хана остаться их тренером.
Команда эффективно тренируется, но вскоре сталкивается с новыми проблемами. Трипатхи отказывается отправить женскую сборную на чемпионат мира в Австралию. Рискуя, Хан предлагает провести показательный матч против мужской команды. Девушки проигрывают, но их задор и растущее мастерство очевидно. Сборная отправляется в Мельбурн. Турнир начинается с разгрома (7-0) от хозяек поля. Однако затем следуют победы над Англией, Испанией, Южной Африкой, Новой Зеландией, Аргентиной и Южной Кореей. Вновь столкнувшись с австралийской сборной в финале, индианки обыгрывают её и становятся чемпионами мира. Команда возвращается домой, родные и близкие встречают девушек с почётом. Доброе имя Хана восстановлено, он вместе с матерью возвращается в родной дом.

## В ролях
- Шахрух Хан — Кабир Хан
- Анджан Шривастава — глава национальной ассоциации по хоккею на траве Трипатхи
- Видья Малвадэ — Видья Шарма, № 18, капитан и вратарь, штат Мадхья-Прадеш
- Тания Аброл — Балбир Каур, № 3, защитник, штат Пенджаб
- Шубхи Мехта — Гунджан Лакхани, № 4, правый полузащитник, штат Андхра-Прадеш
- Шилпа Шукла — Биндия Наик, № 5, центральный полузащитник, штат Махараштра
- Сагарика Гхатги — Прити Сабарвал, № 9, центральный нападающий, город Чандигарх
- Арья Менон — Гуль Икбал, № 10, левый нападающий, штат Уттар-Прадеш
- Кимберли Миранда — Рачна Прасад, № 14, универсальный игрок, штат Бихар
- Кими Лалдавла — Мари Ралте, № 15, запасной игрок, штат Мизорам

## Саундтрек
| №  | Название                     | Исполнители                                       | Длительность |
| -- | ---------------------------- | ------------------------------------------------- | ------------ |
| 1. | «Chak De! India»             | Сукхвиндер Сингх, Салим-Сулейман, Марианна Д'Крус | 4:43         |
| 2. | «Badal Pe Paaon Hai»         | Хема Сардесай                                     | 4:05         |
| 3. | «Ek Hockey Doongi Rakh Ke»   | KK, Шахрух Хан                                    | 5:36         |
| 4. | «Bad Bad Girls»              | Анушка Манчанда                                   | 3:39         |
| 5. | «Maula Mere Le Le Meri Jaan» | Салим Мерчант, Кришна Беура                       | 4:47         |
| 6. | «Hockey – Remix»             | MIDIval Punditz                                   | 5:17         |
| 7. | «Sattar Minute»              | Шахрух Хан                                        | 2:05         |

## Художественные особенности и критика
«The New York Times» считает главной заслугой фильма отвержение любых проявлений сексизма. Главным выразителем этих идей является сам Хан, который, при этом уже как актёр, в необходимые моменты отступает на второй план, позволяя юным харизматичным партнёршам «вести фильм». Обозреватель Variety бо́льшее внимание уделяет попытке режиссёра разобраться, что делает граждан Индии — много миллионов людей разных этносов и вероисповеданий, — единым народом. В данном случае сборная команда страны из разных штатов — очень удобная метафора. Также и для целого ряда индийских критиков главной темой фильма является не ограничение возможностей женщин по сравнению с мужчинами в самых разных сферах жизни, и не привлечение внимания к отстающим видам спорта в Индии. Острой точкой ленты, часто не понятной европейскому зрителю, стало воплощение звездой индийского кинематографа образа мусульманина. Шахрух Хан появляется в кадре исключительно в светской одежде, не совершает намаз, даже не упоминает принадлежность к своей вере. Но он — мусульманин, а исповедовать эту религию в современной Индии не легко. Историческая память индусов хранит трагедию раздела Британской Индии, когда Пакистан с большинством населения исповедующего ислам стал враждебен Индии. Таким образом, центральной темой, которая проходит через фильм, становятся вопросы: Может ли мусульманин быть лояльным к Индии? Что должен сделать мусульманин для демонстрации лояльности по отношению к Индии?. С точки зрения критиков Кабир Хан даёт на них абсолютно положительные ответы. Во время каждой тренировки он проводит только на одну линию: Индия, нация, государственный флаг. Он требует от каждой забыть свою региональную идентичность, играть, как индийцы, быть индийцами. «Вы не из Пенджаба, Андхры, Мизорама, Махараштры. Вы не индусы, мусульмане, христиане, персы, сикхи. Вы играете как индийцы, стирая любые сомнения по поводу вашей любви к вашей стране».

## Комментарии
1. ↑  Событие вымышленное. Единственный раз сборные Индии и Пакистана встречались в финале чемпионата мира в 1975 году, но тогда со счётом 2:1 победила индийская команда.